# Pseudoboleite
La pseudoboleite è un minerale.